# Amphilochus filidactylus
Amphilochus filidactylus is een vlokreeftensoort uit de familie van de Amphilochidae. De wetenschappelijke naam van de soort is voor het eerst geldig gepubliceerd in 1955 door hurley.